# Aeletes longipes
Aeletes longipes är en skalbaggsart som beskrevs av Sharp in Blackburn och Sharp 1885. Aeletes longipes ingår i släktet Aeletes och familjen stumpbaggar. Inga underarter finns listade i Catalogue of Life.